# Город и псы
«Город и псы» (исп. La ciudad y los perros) — роман перуанского писателя Марио Варгаса Льосы, посвященный жизни перуанской молодежи — кадетов военного училища. За этот роман писатель удостоился премии Библиотеки Бреве в 1965 году.

## Сюжет
Сюжет включает в себя три сюжетные линии, описывающие жизнь трех героев — кадетов перуанского военного училища имени Леонсио Прады, учащихся на последнем курсе — Альберта, по кличке «Писатель», Рикардо Араны, по кличке «Холуй» и кадета по кличке «Ягуар» (его имя не сообщается). Их жизнь рассматривается в двух временных срезах — настоящем роману времени — их учебе в училище — и истории их жизни перед училищем.
Завязкой сюжета является воровство билетов кадетами Ягуаром и его товарищами Питоном, Кудрявым и Кавой. После они собираются продать эти билеты перед экзаменом. Они и ранее делали это, и всё сходило благополучно. Однако в этот раз из-за неловкости Кавы разбилось окно в учительской, и факт воровства стал очевидным преподавателям и дирекции училища. Они начинают следствие, и поскольку очевидно, что кто-то из дежуривших в ту ночь и был вором — или по крайней мере видел вора — оставляют всё отделение, к которому принадлежат Альберт, Арана и Ягуар, без увольнительных.
Все кадеты отделения знают, что вором был Кава, но, скованные духом корпоративности, не желают доносить. Ситуация осложняется тем, что Рикардо Арана встретил девушку — Терезу, и влюбился в неё. Он отчаянно хочет её увидеть, но вынужден оставаться в училище.
Параллельно рассказывается о жизни кадетов, которая оказывается мрачной и неприглядной. В училище царят право сильного и дедовщина — курсантов первого курса подвергают систематическим и жестоким издевательствам (от их прозвища — «псы» — и возникла вторая часть названия романа). Когда «Писатель», «Холуй» и «Ягуар» поступили на первый курс училища, они сразу же столкнулись с насилием старшекурсников. Сильный физически и морально Ягуар призвал защищаться и создал «Кружок» — группу сильных кадетов (позднее от него остались, помимо Ягуара, только три человека — Питон, Кудрявый и Кава). Впоследствии выясняется, что один из кадетов — Рикардо Арана — слаб, мягок и неспособен защитить себя. Он становится объектом издевательств не только старшекурсников, но и своих товарищей, получая презрительную кличку «Холуй».
В конечном итоге Арана, не в силах побороть желание увидеть Терезу, доносит на Каву и получает разрешение покинуть училище. Каву исключают, а Ягуар клянется убить стукача. Кульминацией романа являются учения кадетов, сопровождавшиеся стрельбой боевыми патронами. На учениях Рикардо Арана получает тяжёлое ранение, от которого вскоре умирает. Подружившийся к тому времени с ним Писатель убежден, что ранение не случайность и убийца — Ягуар.

## Экранизации
Роман экранизировался трижды — в Перу, в США и в Советском Союзе (см. «Ягуар»).

## Автобиографичность
Драматизм романа усиливает тот факт, что Марио Варгас Льоса сам был кадетом военного училища им. Леонсио Прадо. Вопрос о том, насколько автобиографичен образ Писателя (кадета так прозвали из-за его способности писать порнографические рассказики, которые очень ценили товарищи), неоднократно поднимался критиками. Руководство же училища крайне болезненно отнеслось к выходу романа в свет — поскольку его облик там весьма непригляден. На специальном собрании было объявлено, что роман является клеветническим, потому что «такой ситуации не было и не могло быть». Несколько экземпляров романа были показательно сожжены.